# میرافضل واوسر
میرافضل واوسر، روستایی است از توابع بخش چهاردانگه شهرستان ساری در استان مازندران ایران.

## جمعیت
این روستا در دهستان چهاردانگه قرار داشته و براساس آخرین سرشماری مرکز آمار ایران که در سال ۱۳۸۵ صورت گرفته، جمعیت آن ۱۳۸نفر (۴۱خانوار) بوده‌است.